# 七美嶼
七美嶼，是位於臺灣澎湖群島最南端的一個島嶼。又稱七美島，舊名大嶼。七美嶼是澎湖群島第四大的島嶼，同時也是澎湖群島中標高第二高的島嶼。

## 歷史
七美鄉舊稱南嶼、大嶼、南天島。其中以「大嶼」稱呼為最早，於康熙24年（1685年）蔣毓英纂修《臺灣府志》就有記載，1949年，當時的澎湖縣縣長劉燕夫前來巡視時，為紀念明朝嘉靖年間（1522年－1566年）海寇侵犯本島、逼迫七位美女投井殉節之「七美人塚」貞烈事蹟，經邀請地方仕紳研商，後呈報臺灣省政府核准後，始正式更名為「七美」。

## 地理
七美嶼經緯度為東經119度40分、北緯23度16分，約在縣治馬公市南南西方22海里（41公里）處。東南東距臺南市約44海里，東南距高雄市約58海里。全島總面積約6.99平方公里，周圍長度14.40公里。就地形來看，七美嶼乃一塊切割之方山島嶼；以面積比較，為澎湖群島第五大島。
七美嶼屬澎湖群島的一部分，位於北回歸線上，全年平均溫度為攝氏23度，二月均溫為攝氏16.2度，七月均溫為攝氏28.3度。雖然四面環海，但因為缺乏良好植被，夏季仍感煩躁；冬季在強烈東北季風吹襲下，體感溫度低於氣溫約攝氏7度。七美嶼本身並無氣象測候站，其氣候可參考臨近之東吉島氣象站相關資訊。
七美嶼為一東高西低的方山台地，海岸線總長14.4公里，全島屬玄武岩地質地形，島上充滿了火山熔岩凝固的玄武岩，有柱狀節理、板狀節理與放射狀節理。綿延數千公尺的熔岩臺地、大灣玄武岩海蝕地形、望夫石玄武岩質岩脈、龍埕海蝕平台的摺皺構造、分叉子海蝕柱、海蝕溝、下巷海崖、礫灘、壺穴、澎湖石滬等多種海蝕地形。銀合歡為日治時期引進的植物，由於生命力強且適合本地環境，已成為七美嶼分佈最廣的植被。馬櫻丹是經由候鳥糞便帶進七美嶼，經快速蔓延後，目前為七美嶼第二多之野生植物。
七美嶼長年流水侵蝕作用，在西湖村北側與平和村西側形成了河谷地形。然由於土壤、雨量及東北季風的影響，農地僅能耕種乾旱作物，畜牧或農耕業並不盛行，西南方為南淺漁場，漁業在此是高度發展的產業。

## 交通、旅遊與人文

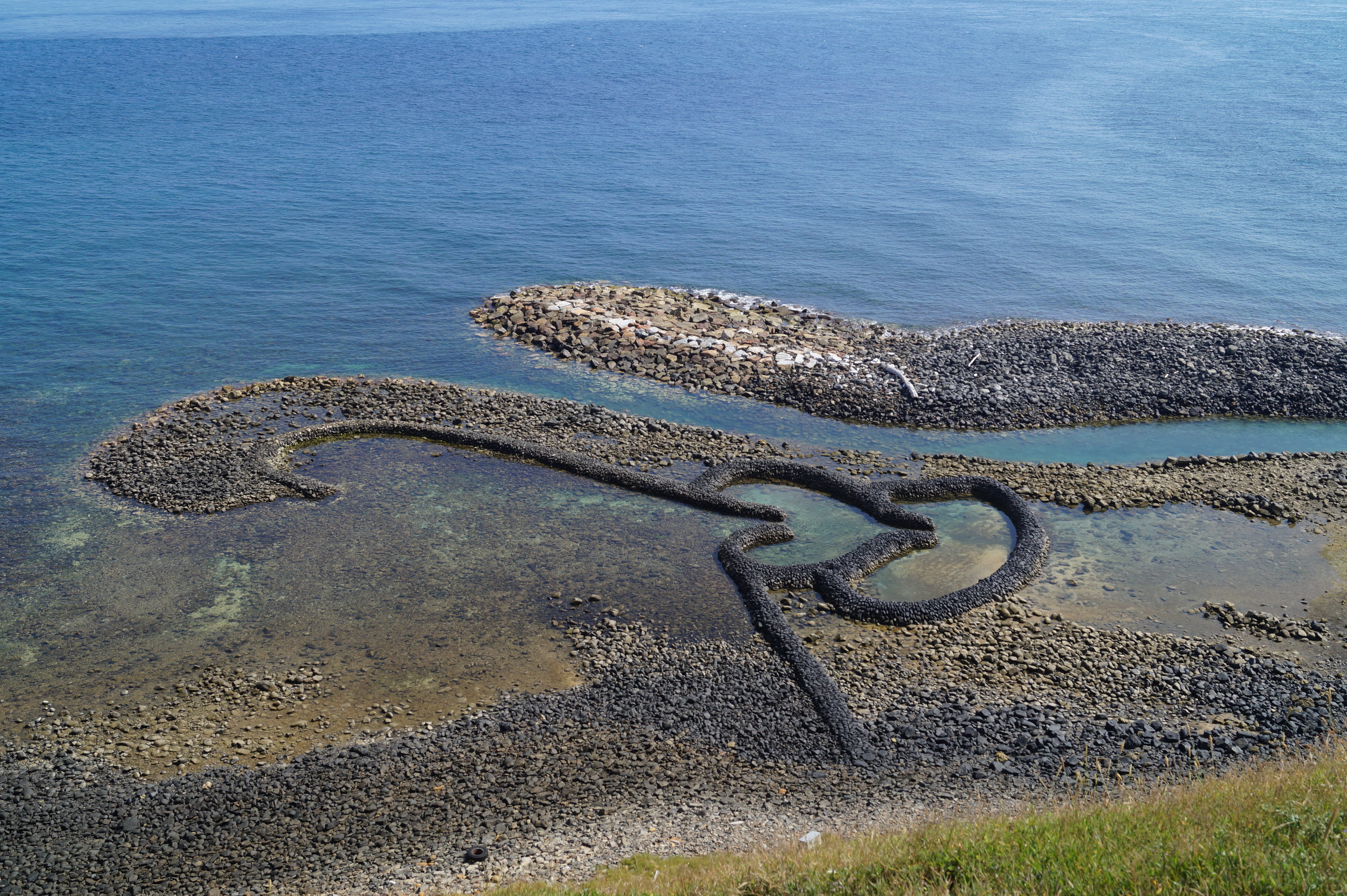
七美雙心石滬

石滬為澎湖海邊常見的一種捕魚設施，最典型造形是由兩座心狀石滬所構成，故稱之為「雙心石滬」，其中尤以七美島東北角東湖村頂隙北面海崖下的雙心石滬（頂隙滬）最為知名。石滬補魚的原理為利用潮汐起落，在潮間帶堆砌兩道長圓弧形堤岸，從淺水處一路延長至深水處，在深水處盡頭向內做成彎鉤狀。漲潮時，魚群順著海水進入石滬中覓食海藻；退潮後，石堤已高於海面，魚迴游至捲曲處被阻，困於滬內，漁民藉此捕捉漁獲。全世界石滬不到六百口，而澎湖縣即有五百七十四口以上。七美鄉雖然僅有此一石滬，但因造型優美，反而成為遊客駐足的焦點。
「小臺灣」位於七美嶼東部海岸，為一座天然海蝕平台，因退潮時海蝕平台貌似臺灣島輪廓而得名。小臺灣與雙心石滬並列為七美的熱門景點。七美水庫是七美鄉唯一的水庫與主要用水來源，集水區面積1.137平方公里，滿水位面積11.395公頃，總蓄水量228,000立方公尺。該水庫也是臨近地區水鳥棲息的空間。
七美嶼燈塔興建於1937年，是澎湖最南端，也是最晚興建的一座燈塔。於1989年整建後，高8.3公尺，8,000燭光，塔光可達19海浬。除此之外，七美嶼尚有分岔仔、牛母坪、大獅風景區、望夫石等特殊地質景觀。

## 外部連結
- 七美鄉公所 （页面存档备份，存于）
- 七美風情網
- 沿著菊島旅行（页面存档备份，存于）
- 澎湖鄉土教材線上藝廊（页面存档备份，存于）
- 漁業署
- 德安航空時刻表